# Доисторическая Бретань

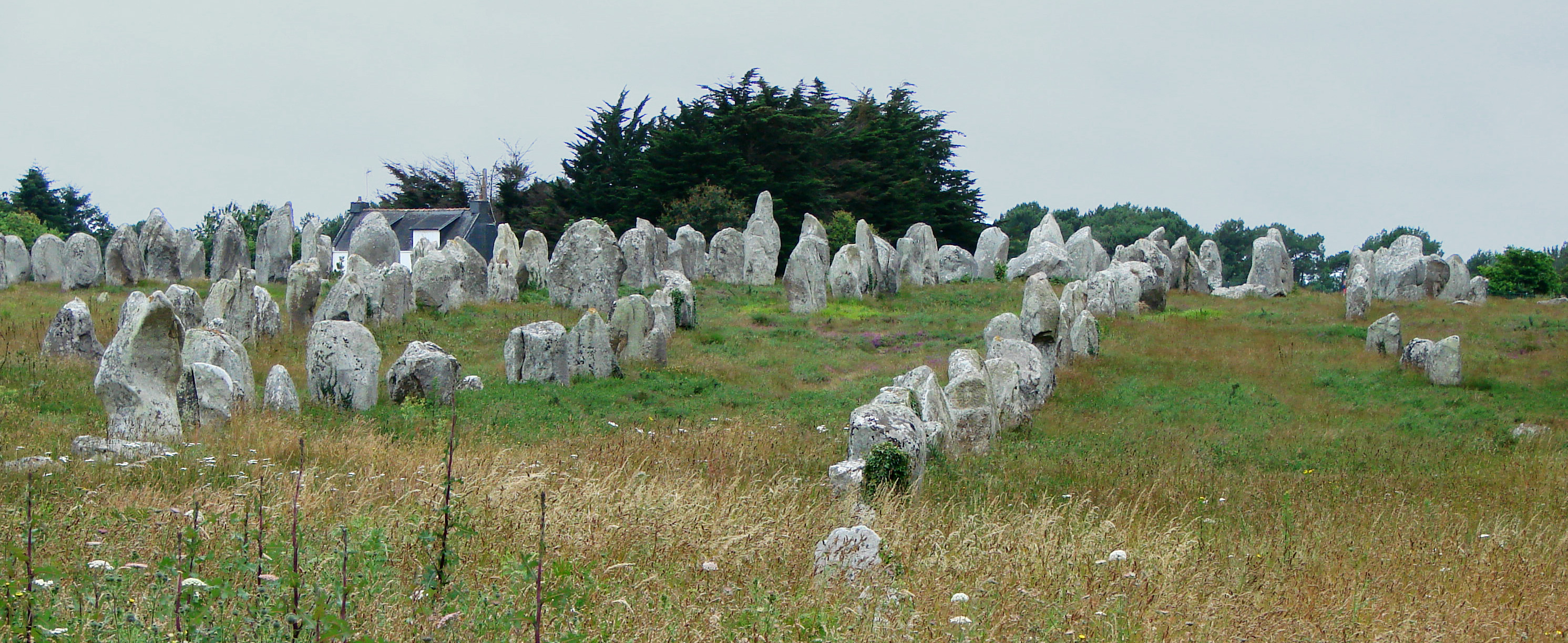
Карнакские камни — крупнейший мегалитический комплекс в мире эпохи неолита

Доистори́ческий пери́од Брета́ни — период истории Бретани до возникновения письменных источников и цивилизации, охватывающий каменный и бронзовый века, а также начало железного века. Верхней границей доисторического периода часто считается период римской оккупации.

## Палеолит
Бретань не затронуло последнее оледенение в эпоху четвертичного периода благодаря географической широте, на которой она была расположена, близости к побережью и отсутствию крупных горных массивов. Несмотря на это, даже при отсутствии ледников климат в Бретани того времени был исключительно холодным по сравнению с современным, среднегодовая температура в эпоху последнего максимума оледенения составляла −3 °C. Вечная мерзлота составляла лишь тонкий слой около 30 см, который таял каждую весну, поэтому тундра могла расти лишь на очень небольшой части Бретани (около 5 %), что могло кормить лишь небольшое количество животных, например, оленей.
Известно лишь несколько палеолитических стоянок в Бретани, например, скальное жилище в Перрос-Гиреке близ Рошворна (en:Rochworn); представляется маловероятным, что эти люди смогли дожить до конца последнего оледенения. Единственная обнаруженная в Бретани пещера-жилище — это Рокх Тул (Roc’h Toul) — выступающий холм из песчаника около Гиклана (Guiclan, Финистер). В пещере найдено около 200 артефактов. Габьел де Мортилье относил её к поздней мадленской культуре, однако из-за находок своеобразных наконечников в настоящее время её связывают с азильской культурой эпохи эпипалеолита. Среди других азильских стоянок следует упомянуть Парк-ан-Пленан (Parc-an-Plenen) и Энес-Геннок (Enez Guennoc).

## Мезолит
Наиболее известные мезолитические памятники Бретани — некрополи на островах Оэдик (10 могил) и Тевьек (9 могил) в Морбиане. Коллективные захоронения помещались в мусорных кучах из раковин моллюсков без какого-либо порядка. В некоторых могилах обнаружены признаки посмертной манипуляции с костями. Также имеются одиночные и пустые погребения (кенотафы). Поверх могилы устанавливались камни, очаги или оленьи рога в виде купола. Богатые погребальные дары, кремнёвые орудия, кости с гравировкой, украшения из раковин и охра свидетельствуют о том, что здесь проживали охотники-собиратели, или, точнее, рыбаки-собиратели. Некоторые виды раковин вкладывались в могилу в зависимости от пола умершего.
В Тевьеке обнаружены захоронения в каменных цистах (примитивных саркофагах). На костях ребёнка посмертно были выполнены украшения в виде бороздок.
Поселения данного периода в археологических слоях ассоциируются с кучами отходов в виде раковин. Радиоуглеродная датировка в 4625 лет (некалиброванная) для археологических памятников типа Оэдик позволяет отнести их к позднему мезолиту, 6 тыс. до н. э., при этом обнаружены свидетельства контактов с сельскохозяйственными культурами востока. Хозяйство было основано на морских ресурсах.
В Бег-ан-Доршенн в округе Пломёр (Plomeur, Финистер) имелись домашние собаки и крупный рогатый скот. В Диссиньяке следы пыльцы на микролитах позволили археологам сделать вывод об очистке пространства от леса.
По мнению ряда исследователей, некоторые мегалитические гробницы могли возникнуть уже в период мезолита, однако проверку данной гипотезы затрудняет тот факт, что многие мегалитические гробницы использовались повторно более поздними культурами. Большое количество микролитов было обнаружено под камерной гробницей в Диссиньяке.

## Неолит

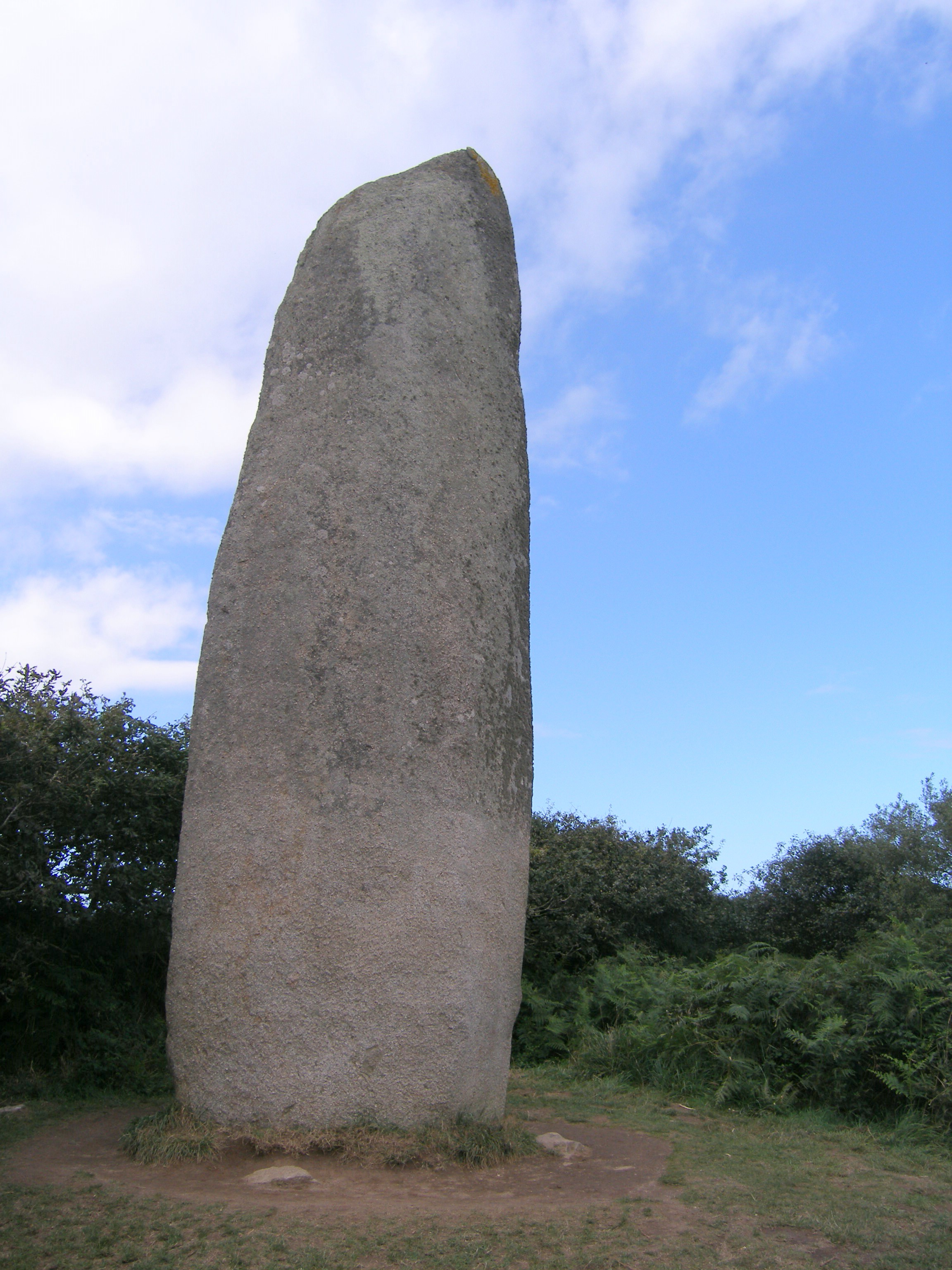
Менгир Керлоас (Kerloas) около Плуарзеля высотой 9,5 метров — наиболее высокий менгир в Бретани. В конце средневековья вершина менгира была повреждена ураганом: изначально его высота составляла свыше 10 метров.

Самые западные памятники группы Вильнёв-Сен-Жермен, соседствовавшей с культурой линейно-ленточной керамики, обнаружены на востоке Бретани (Ле-О-Ме (Le Haut Meé)). Использование аспидного сланца с восточного побережья Бретонского массива для изготовления браслетов в поселениях парижского бассейна можно объяснить широкой торговлей. Браслет из полированного камня, обнаруженный в захоронении поселения культуры Вильнёв-Сен-Жермен в Жаблене (Jablines), был изготовлен из амфиболита с острова Груа (Groix) на юге Морбиана, что говорит о торговле с местными общинами, сохранившими мезолитический образ жизни.
Наиболее древние длинные курганы относятся к середине 5 тысячелетия (Барнене). Ранние коридорные гробницы обычно относят к промежутку 4000 — 3000 гг. до н. э., за ними следуют гробницы с пассажами (3000—2500 гг. до н. э.). В позднем неолите преобладающими типами погребальных монументов стали крытые аллеи и простые дольмены.
Некоторые коридорные гробницы украшены орнаментом в виде насечек; самым известным из подобных памятников мегалитического искусства является Гаврини.
Ряд археологов усматривают влияние культуры линейно-ленточной керамики в находках из длинных курганов в Мане-Ти-Эк и Мане-Поша-эр-Ё в Морбиане, однако большинство связывают эти находки с культурой Ла-Огетт — местным вариантом культуры импрессо.
Высокие тонкостенные круглые сосуды, нередко с лепниной в виде полумесяца, типичны для ранних камерных гробниц. Они обнаружены в Финистере, Морбиане и Атлантической Луаре.
Среди поселений среднего неолита примечательны Ла-Мотт (La Motte), Ла-Бютт-о-Пьер (La Butte-aux-Pierres) и Ланник (Lannic). В основном они сконцентрированы на побережье. В керамике заметно влияние шассейской культуры. Чаши — по-прежнему круглодонные, однако с s-образным профилем и вертикально перфорированной ручкой. Встречается, достаточно редко, геометрический орнамент. Обнаружены также сосуды шассейского типа. Бретонский вариант керамики называется керамика Эр-Ланник — для неё характерна треугольная перфорация, тогда как для керамики с Нормандских островов характерна круглая перфорация. Среди прочих местных видов керамики археологи выделяют кастельскую (Castellic) желобковую керамику, керамику Сукх и керамику Кольпо (Colpo).
Каменные круги, например, Эр-Ланник (en:Er Lannic, двойной овал из менгиров и рва) иногда содержат артефакты поселений и керамику шассейского типа.
К середине 3 тысячелетия до н. э. получают преобладание типы Kerugou, верхний и нижний Conguel, а также Rosmeur/Croh Collé.
Керамика в центральной Бретани, в которой заметно влияние культуры Сены-Уазы-Марны, относится к типам Quessoy и Crec’h Quille/Le Melus. Бутылки с «воротниковым горлом» можно отнести к Горизонту воротниковых горлышек поздней культуры воронковидных кубков.
С конца 3 тысячелетия в большом количестве импортируется Кремень из Grand-Pressigny. Также экспортируются Бретонские топоры. Так, диабазовые топоры, произведённые в Плюсульене (Plussulien), были найдены в Британии.
Колоколовидные образцы найдены в нескольких поселениях, например, в Кастил Коз (Kastel Koz), другие образцы колоколовидной посуды были также найдены в реках. Небольшие золотые декоративные пластины были найдены в могилах колоколовидного периода, в области Карурэн (Kerouaren) обнаружена диадема.
Признаков того, что люди культуры колоколовидных кубков уже начали добывать металл из Армориканских залежей, до сих пор не обнаружено.

## Бронзовый век
Среди археологов распространено мнение, что бретанская культура раннего бронзового века происходит от культуры колоколовидных кубков, с некоторым влиянием уэссекской и унетицкой культур. К этому периоду относятся богатые индивидуальные погребения под курганами, что характеризует полное изменение социальной структуры. Бретанские курганы можно отнести к двум типам: Cogné и Guiot, первый датируется 1900—1600 гг. д.н. э., второй 1600—1400 гг. д.н. э. Курганы первого типа могут быть до 50 м в диаметре и 6 м в высоту. Они были обнаружены в Западной Бретани вдоль береговой линии на южной границе Monts d’Arrée. Несколько курганов также были найдены и в Нормандии. Небольшая каменная пирамида покрывает погребальную камеру, деревянный гроб или каменную кладку, в которых находится захоронение. Нередко, камеры скрыты под большими каменными плитами. Также были обнаружены крытые склепы, например в St. Jude en Bourbriac. Каменные погребальные камеры могут быть достаточно большими, до 4 м в длину, но в них всегда только одно захоронение. При раскопках могил нередко находят янтарные бусы, серебряные чаши, кинжалы с золотыми рукоятками (например, в Saint Adrien), кремнёвые наконечники стрел, а также каменные топорики. Подобные находки, по мнению Дж. Брияра (J. Briard), указывают на то, что это захоронения воинов-жрецов (англ. warrior-priests). Очевидно, что далеко не всех хоронили таким образом, но об «обычных захоронениях» ничего не известно, учитывая, что кости, как правило, не были защищены от кислых почв Бретани. Украшенные золотом рукоятки кинжалов и янтарные бусы указывают на тесную связь с Уэссекской культурой, но формальные различия все-таки есть.
Курганы в Керноне (Kernonen) и Плюворне (Plouvorn) в Финистер (Finistère), являются яркими примерами богатых захоронений.
Курганы второго типа немного меньше и располагаются дальше от моря вглубь страны. Обычно они не содержат метала, но в таких курганах находят множество керамической посуды, высокие биконические сосуды, иногда с геометрическим рисунком по краю, или отдельные неукрашенные горшочки с четырьмя ручками. Судя по всему, вещи, которые закладывали в могилу, не разделялись в зависимости от пола усопшего. 

В таких захоронениях, как Мез-Набат в Плюхине (Финистер) (англ. Mez-Nabat, Plouhinec (Finistère)), были обнаружены стеклянные бусы.
С помощью датировки радиоуглеродным методом, определён возраст следующих курганов:
| наименование района     | департамент        | Лаб. №   | дата | допустимое отклонение |
| ----------------------- | ------------------ | -------- | ---- | --------------------- |
| Plouvorn, Kernonen      | Финистер           | Gif-805  | 1960 | 120                   |
| Melrand, Saint-Fiacre   | Морбиан            | Gif-863  | 1950 | 135                   |
| Goarem Goasven          | Финистер           | Gif-1313 | 1850 | 130                   |
| Saint Evarzec, Kerhuel  | Финистер           | Gif-482  | 1630 | 200                   |
| Kervigny                | Финистер           | Gif-2481 | 1560 | 100                   |
| Ligollenec, Berrien     | Финистер           | Gif-1866 | 1550 | 120                   |
| Kerno en Ploudariel     | Финистер           | Gif-2421 | 1500 | 100                   |
| Plouvorn, Kernonen      | Финистер           | Gif-1149 | 1480 | 120                   |
| Cleger, Kervelerin      | Финистер           | Gsy-86   | 1345 | 150                   |
| Guidel, Tuchenn Cruguel | Финистер           | Gif-235  | 1320 | 200                   |
| Cleder, Le Helen        | Финистер           | Gif-748  | 1300 | 115                   |
| Plouzévédé, Ar Réunic   | Финистер           | Gif-1113 | 1250 | 120                   |
| Plouvorn, Kernonen      | Финистер           | Gif-806  | 1250 | 120                   |
| Plouzévédé, Ar Réunic   | Финистер           | Gif-1115 | 1210 | 120                   |
| Plouvorn, Kernonen      | Финистер           | Gif-807  | 1200 | 120                   |
| Goarem Goasven          | Финистер           | Gif-1314 | 1050 | 130                   |
| Courcoury               | Шаранта Приморская | Gif-2347 | 850  | 70                    |
| Plouhinec, Lescongar    | Финистер           | Gif-2347 | 850  | 70                    |
| Crée de Carat           | Финистер           | GrN-1973 | 700  | 60                    |

Поздний период Бронзового века характеризуется началом использования Армориканской оловянной посуды. Многочисленные клады содержат инструменты и оружие, но металлообработка встречается в захоронениях и поселениях не часто, что делает их временную синхронизацию затруднительной. Требульские клады (Tréboul) скорее всего совпадают по времени со вторым типом захоронений. Украшенные наконечники, ребристые топоры, пальстабы и удлинённые кинжалы весьма типичны для этого периода. Клад, обнаруженный в Bignan (Морбиан), содержал только бронзовые украшения.
Прибрежные солонцы известны с позднего периода Бронзового века и далее, как например в Curnic, Guissény.
Как показывает анализ пыльцы, в начале бронзового века происходила широкомасштабная расчистка берёзовых лесов. Пыльца злаков была обнаружена, в частности, в Порсгене (Porsguen), Плуэскате (Plouescat). Домашние животные включали овец, коз и крупный рогатый скот, однако охота всё ещё обеспечивала значительную часть мяса. В области La Roche (Videlles) до сих пор 60 % обнаруженных костей животных принадлежат диким животным, однако, остаётся неясным насколько это типично. Обугленные остатки очищенной пшеницы и ячменя были обнаружены в Plounéour-Trez, орехи и жёлуди также употреблялись в пищу. Фундук и жёлуди также потреблялись в пищу. Кремень по-прежнему остаётся важнейшим инструментом.

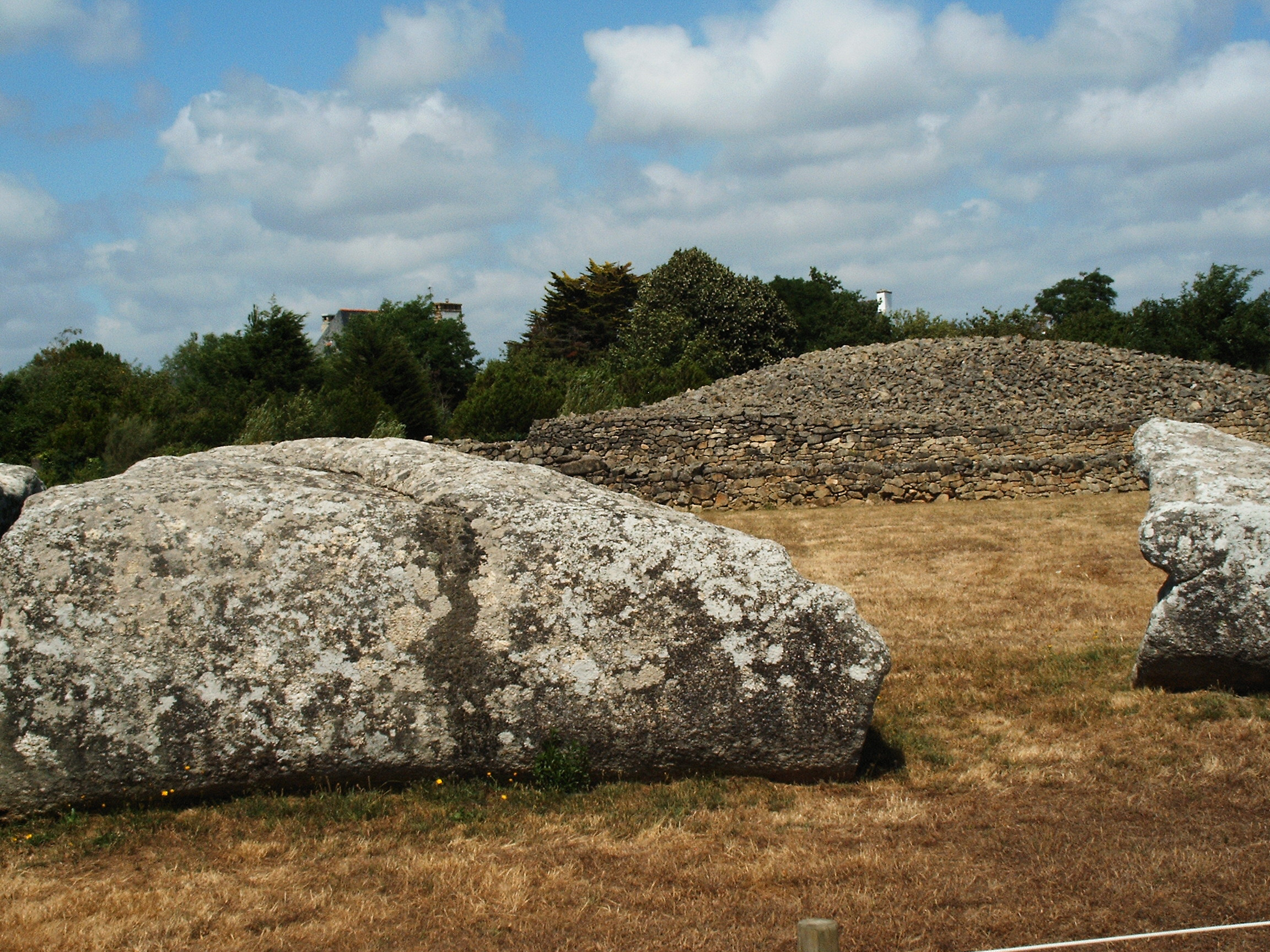
Большой менгир Бризе и Табль-де-Маршан («Стол торговца») в Локмарьяке (Locmariaquer)

К раннему бронзовому веку относятся некоторые менгиры (вертикальные камни) и каменные группы (кромлехи), например, большой менгир Бризе в Локмарьяке (Locmariaquer).
В конце бронзового века наблюдается лишь незначительное влияние культуры полей погребальных урн. К этому же времени относятся многочисленные клады. Период Saint-Brieuc-des-Iffs обозначает начало Атлантического бронзового производства. Он сменяется периодом carp's-tongue complex, также имевшим место в Британии и Португалии.
При раскопках найдено большое количество армориканских топоров с квадратными топорищами. В Мор-де-Британь (Maure-de-Bretagne) обнаружено более 4000 топоров, приблизительно 800 в Треху (Tréhou) и Лудеке (Loudéac).
Найденные топоры указанного периода, как правило, не находились в обиходе, а скорее использовались в качестве примитивных денег. Они содержат значительную примесь свинца или полностью изготовлены из свинца, и распространены от Иберийского полуострова до востока Германии, Ирландии и Южной Британии, несколько штук найдено в Шотландии, Польше и Швейцарии. Известны различные региональные разновидности: Брандиви в Морбиан , Даут и Плюрьен на Северном побережье, Треху в Финистер.
Медь импортировалась из Испании в виде плоско-выпуклытых слитках, как, например, клад, найденный в Пенфул (Penfoul), Ландело (Landelau).
До сих пор раскопаны лишь немногие поселения данного периода. Деревушка Ploubazlanec в устье Trieux является примером укреплённого поселения.

## Железный век
Древнеримские источники упоминают ряд племён, таких, как галльские венеты, армориканцы, осисмии, намнеты и кориосолиты. Страбон и Посейдоний считали, что армориканцы относились к бельгам.
Армориканские золотые монеты были широко распространены — находки с ними встречались даже в области Рейна.
Солеварни широко распространены в Северной Арморике, например в областях Трегор (Trégor), Эбьен (Ebihens) и Эне Виян (Enez Vihan) близ Племёр-Боду (Pleumeur-Bodou) в округе Кот-д’Армор (Côtes-d’Armor) и на острове Йох (Yoc’h) близ Ландувэ (Landuvez) в округе Финистер (Finistère).
В среднем от 40 до 55 кг соли на варницу производилось в Эбьене. Каждая варница была около 2 м в длину. Объект датируется ранним или средним Латенским периодом. Найдены многочисленные образцы кирпичных кладок. В Трегоре использовались кирпичи ручной формовки от 2,5 до 15 см в длину и диаметром от 4 до 7 см, уложенные по спирали. В солеварнях в Ландрелле (Landrellec) и Эне Виян (Enez Vihan) были обнаружены остатки прямоугольных варниц размером от 2,5 до 3 м в длину и 1 м в ширину, построенные из камня и глины. В Заливе Морбиан у настоящему моменту было обнаружено около 50 солеварен, большей частью относящихся с Латенскому периоду.
Лишь ближе к римскому завоеванию Бретань заселяют бритты, от которых она получила своё современное название.